# Cratere Amotken
Amotken è un cratere sulla superficie di Rea.